# Riejanne Markus
Riejanne Markus (* 1. September 1994 in Diemen) ist eine niederländische Radrennfahrerin und Eisschnellläuferin.

## Sportlicher Werdegang
Riejanne Markus begann ihre sportliche Laufbahn als Eisschnellläuferin. Sie startet vor allem bei regionalen Wettbewerben. 2012 gewann sie etwa einen Natureis-Marathon in Zwartebroek. Seit 2012 ist sie auch als Radrennfahrerin aktiv. 2015 belegte sie bei der Europa-Straßenmeisterschaft (U23) den fünften Platz im Straßenrennen.
Seit Anfang 2017 steht Markus beim Team WM3 unter Vertrag; dafür wurde sie von ihrer erfolgreichen Landsmännin Marianne Vos „angeworben“. Im April entschied sie den Omloop van Borsele in ihrem Heimatland für sich sowie kurz darauf zwei Etappen und die Gesamtwertung des tschechischen Rennens Gracia Orlová. 2019 wurde sie mit der niederländischen Mannschaft in der Mixed-Staffel sowohl Weltmeisterin wie auch Europameisterin. Zur Saison 2021 wechselte sie zusammen mit Vos zum neugegründeten Jumbo-Visma Women Team. 2022 wurde sie niederländische Straßenmeisterin.

## Diverses
Neben ihren sportlichen Aktivitäten betreibt Riejanne Markus gemeinsam mit ihrem Freund, dem Radrennfahrer Jasper Ockeloen, eine Webseite zum Verkauf von Radsportsocken.

## Erfolge
2017
- Gesamtwertung und zwei Etappen Gracia Orlová
- Omloop van Borsele

2019
- Europameisterin – Mixed-Staffel
- Weltmeisterin – Mixed-Staffel

2021
- eine Etappe Ladies Tour of Norway

2022
- Niederländische Meisterin – Straßenrennen
- eine Etappe Simac Ladies Tour

2023
- Niederländische Meisterin – Einzelzeitfahren
- Navarra Women’s Elite Classic
- Mannschaftszeitfahren La Vuelta Femenina

2024
- Veenendaal–Veenendaal
- Niederländische Meisterin – Einzelzeitfahren
- eine Etappe Tour de Romandie